# Río Centro Ñumí
Río Centro Ñumí är en ort i Mexiko.   Den ligger i kommunen San Juan Ñumí och delstaten Oaxaca, i den sydöstra delen av landet, 270 km sydost om huvudstaden Mexico City. Río Centro Ñumí ligger 2 075 meter över havet och antalet invånare är 149.
Terrängen runt Río Centro Ñumí är huvudsakligen kuperad. Río Centro Ñumí ligger nere i en dal. Runt Río Centro Ñumí är det glesbefolkat, med 8 invånare per kvadratkilometer. Närmaste större samhälle är Heroica Ciudad de Tlaxiaco, 13,7 km söder om Río Centro Ñumí. I omgivningarna runt Río Centro Ñumí växer huvudsakligen savannskog.